# Paul Kettner
Paul Kettner (* 15. Januar 1872; † 1959) war ein deutscher Konteradmiral der Kaiserlichen Marine.

## Leben
Paul Kettner trat am 12. April 1890 in die Kaiserliche Marine ein.
Er war 1893 als Seekadett auf der König Wilhelm und wurde im Mai 1893 zum Unterleutnant zur See. Am 26. Juni 1895 wurde er von der Heimdall auf die Hagen kommandiert.  Als Kapitänleutnant war er von September 1906 bis Oktober 1907 Kommandant des Stationsschiffs Loreley. Von Oktober 1913 bis Januar 1915 war er als Fregattenkapitän Kommandant der Breslau. Am 27. Januar 1915 wurde er zum Kapitän zur See befördert. Anschließend war er bis Ende 1916 Kommandant der I. Matrosendivision und wurde bis März 1917 Kommandant der Preußen. Von März 1917 bis September 1917 war er Kommandant von Brügge und dann bis Kriegsende Chef des Stabes beim Sonderkommando der Kaiserlichen Marine in der Türkei. Am 8. Juni 1919 wurde er aus der Marine verabschiedet.
Am 9. März 1920 erhielt er den Charakter als Konteradmiral verliehen.